# ガラドリエル

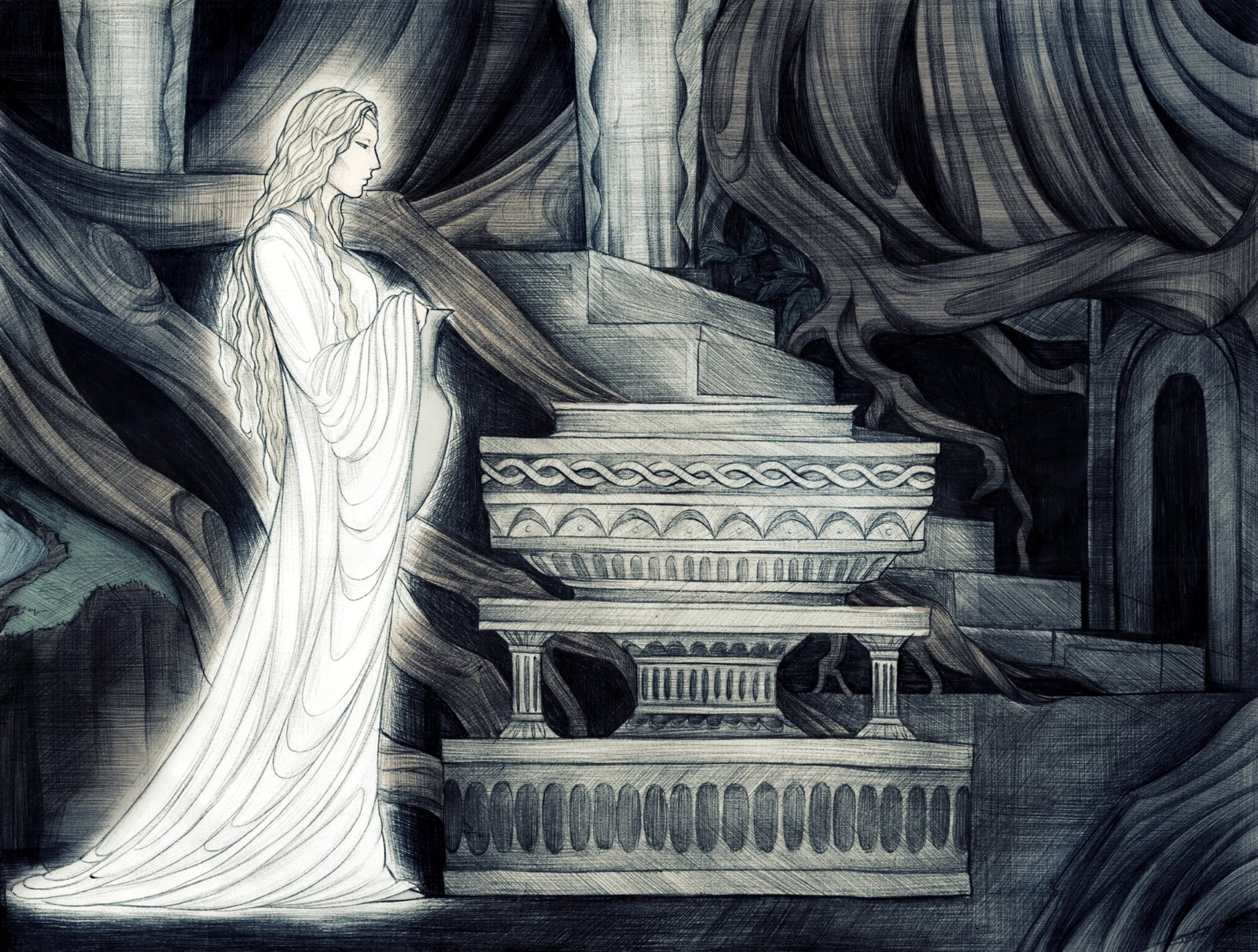
「ガラドリエルの鏡」

ガラドリエル（Galadriel、 第一紀4862年 - ）は、J・R・R・トールキンの小説、『指輪物語』、『シルマリルの物語』の登場人物。夫ケレボルンとともにロスローリエンを治め、森の奥方と呼ばれる。中つ国において最も力のあるエルフである。夫はテレリのケレボルン。娘にケレブリーアン。
父はノルドールの上級王フィンウェの三男フィナルフィン。母はアマンにおけるテレリの上級王オルウェの娘エアルウェン。兄に、フィンロド・フェラグンド、アングロド、アイグノール。

## 人物
星の光の時代と呼ばれる、人間発祥より前の時代に、至福の地ヴァリノールにて生まれる。彼女の父名はクウェンヤで「高貴な女（noble woman）」を意味するアルタニス (Artanis) 、母名は「男勝りの乙女（man-maiden）」を意味するネアウェン (Nerwen) である。
上古の時代エルフの母は子供の未来を見通す力があり、それに則した名付けをする慣習があった。そして母の予見通り、かの女は身の丈優れ心身共に強靭な女性となった。
なお「ガラドリエル」はテレリのクウェンヤで「輝きの花冠をかぶる乙女（maiden crowned with a radiant garland）」を意味する、アラターリエル (Alatáriel) をシンダール語にしたもので、そう呼んだのは夫ケレボルンであった。以来かの女は父名や母名ではなくこちらを用いるようになり、中つ国ではこの名で知られるようになる。この世の生きとし生けるものの中で最も美しいとされるかの女は非常に聡明でもあり、中つ国で最も尊敬されてきた。
しかしローリエンの外に住まう上古の歴史を記憶にとどめていない者の間で、かの女の名前はシンダール語の単語ガラズ（galadh、"木"の意）と混同されガラズリエル（Galadhriel）となった。
ティリオンのエルフたちは、かの女の髪は二本の木、ラウレリンとテルペリオンの輝きを湛えていると言った。その髪は、フェアノールに大変讃えられ、かれにシルマリルを作る霊感を与えたと考えられている。フェアノールはかの女の髪を三度乞うたが、ガラドリエルはこれを与えなかった。
ガラドリエルは、テレリの港アルクウァロンデで母の一族と共に暮らしたが、その時にかの女の夫、そして共同統治者となるテレポルノ（後にケレボルンとして知られる）に出会った。二本の木の時代の終わりにおける大混乱の間、己の意のままに統治できる土地を求めて、かの女とテレポルノはヴァリノールを去り、ノルドールの多くから別れたベレリアンドに来た。ガラドリエルはノルドールの公子たちの反乱やアルクウァロンデの同族殺しに直接かかわらなかったが、かの女は（確実に容認されることがない時に）許可なく中つ国へ去ったため、ヴァリノールへの帰還を許さない「ヴァラールの禁」が降りかかった。
ベレリアンドでは通常兄の一人と住んだが、フィナルフィンの子供たちは母エアルウェンを通じてシンゴルの血族であるために、かの女を歓迎するシンゴルとメリアンの王宮メネグロスで過ごすことが多かった。
ケレボルンとガラドリエルは、ともにベレリアンドの合戦を切り抜けて、第一紀を生き延びたが、誇りのためヴァラールによって提供された許しを拒絶したゆえに、未だに呪詛のもとにあった。最初、ギル＝ガラドのもとのリンドンに行った。のちに、東方へ移動しエレギオンの王国、すなわち柊郷を建てた。このとき、後のロスローリエンであるアンドゥインの谷にあるナンドールの入植地に接触した。その後、カザド＝ドゥームの道を使ってエレギオンから移動し、ロスローリエンの統治者になった。二人は、のちに裂け谷の半エルフのエルロンドと結婚することになる娘ケレブリーアンを得た。
第二紀に力の指輪が鍛えられた時、ガラドリエルは、ケレブリンボールと他のエレギオンのノルドールの鍛冶を指導したアンナタールに不信感を抱いた。のちに彼が、最終的にサウロンであることを明かしたことで、この疑惑は正しかったことが判明した。エレギオンが攻撃された時、ガラドリエルはエルフの三つの指輪の一つを委ねられた。かの女の指輪は、水の指輪ネンヤである。かの女はサウロンの力を意識して、それを妨げることを願って、一つの指輪がサウロンの手にある間は指輪を使わなかった。しかしながら、第三紀に一つの指輪が失われるとそれを使うようになった。その力は過去、現在、そして未来の光景を見ることが出来る大きな水盆「ガラドリエルの鏡」に関係していたと思われる。
『指輪物語』でガラドリエルは、モリアから逃れた指輪の仲間をもてなした。木の屋敷カラス・ガラゾンで指輪の仲間に会ったとき、仲間のそれぞれを探り見て決意に対する試練を与えた（ボロミアはこの試練を誘惑だとみなした）。その後、フロド・バギンズから一つの指輪をかの女が所持しておくように申し出され、立場が逆転し試練を受けることになった。その悪い影響がガラドリエルを「偉大で恐ろしい」者にし、中つ国を支配する野心を呼び起こした事が知られているが、「私は試練に耐えました」と宣言して指輪を拒絶し、人間が支配する時代が来て衰退し終にはヴァリノールに帰還することになるという自身の運命を受け入れた。ロスローリエンから指輪の仲間が去るときには、それぞれの者に贈り物とレンバスを与え、一行に舟と食料を支給した。
ガラドリエルは、第四紀のはじめにベレガイアを渡り（エルロンド、ガンダルフ、指輪所持者のビルボ・バギンズとフロド・バギンズが同船）、残った夫のケレボルンも最終的に遅れて船出した。一つの指輪を拒絶したことで呪詛が解かれたため、ついに帰還を許されたのである。

## その他
映画『ロード・オブ・ザ・リング/旅の仲間』『ロード・オブ・ザ・リング/二つの塔』『ロード・オブ・ザ・リング/王の帰還』『ホビット 思いがけない冒険』『ホビット 竜に奪われた王国』『ホビット 決戦のゆくえ』において、ケイト・ブランシェットが演じた。
Amazon Originalの映像作品シリーズ『ロード・オブ・ザ・リング:力の指輪』では、モーフィッド・クラークが演じている。

## ガラドリエルの系図
| フィンウェ       | フィンウェ       | フィンウェ       | フィンウェ       | フィンウェ       | フィンウェ       |                  |                  | インディス     | インディス     | インディス     | インディス     | インディス   | インディス   | オルウェ     | オルウェ     | オルウェ     | オルウェ     | オルウェ     | オルウェ     |              |              |                |                |                |                |                |                |            |            |            |            |              |            |            |            |  |  |            |            |            |            |            |            |  |  |
| フィンウェ       | フィンウェ       | フィンウェ       | フィンウェ       | フィンウェ       | フィンウェ       |                  |                  | インディス     | インディス     | インディス     | インディス     | インディス   | インディス   | オルウェ     | オルウェ     | オルウェ     | オルウェ     | オルウェ     | オルウェ     |              |              |                |                |                |                |                |                |            |            |            |            |              |            |            |            |  |  |            |            |            |            |            |            |  |  |
|                  |                  |                  |                  |                  |                  |                  |                  |                |                |                |                |              |              |              |              |              |              |              |              |              |              |                |                |                |                |                |                |            |            |            |            |              |            |            |            |  |  |            |            |            |            |            |            |  |  |
|                  |                  |                  |                  |                  |                  |                  |                  |                |                |                |                |              |              |              |              |              |              |              |              |              |              |                |                |                |                |                |                |            |            |            |            |              |            |            |            |  |  |            |            |            |            |            |            |  |  |
| フィンゴルフィン | フィンゴルフィン | フィンゴルフィン | フィンゴルフィン | フィンゴルフィン | フィンゴルフィン | フィナルフィン   | フィナルフィン   | フィナルフィン | フィナルフィン | フィナルフィン | フィナルフィン |              |              | エアルウェン | エアルウェン | エアルウェン | エアルウェン | エアルウェン | エアルウェン |              |              |                |                |                |                |                |                |            |            |            |            |              |            |            |            |  |  |            |            |            |            |            |            |  |  |
| フィンゴルフィン | フィンゴルフィン | フィンゴルフィン | フィンゴルフィン | フィンゴルフィン | フィンゴルフィン | フィナルフィン   | フィナルフィン   | フィナルフィン | フィナルフィン | フィナルフィン | フィナルフィン |              |              | エアルウェン | エアルウェン | エアルウェン | エアルウェン | エアルウェン | エアルウェン |              |              |                |                |                |                |                |                |            |            |            |            |              |            |            |            |  |  |            |            |            |            |            |            |  |  |
|                  |                  |                  |                  |                  |                  |                  |                  |                |                |                |                |              |              |              |              |              |              |              |              |              |              |                |                |                |                |                |                |            |            |            |            |              |            |            |            |  |  |            |            |            |            |            |            |  |  |
|                  |                  |                  |                  |                  |                  |                  |                  |                |                |                |                |              |              |              |              |              |              |              |              |              |              |                |                |                |                |                |                |            |            |            |            |              |            |            |            |  |  |            |            |            |            |            |            |  |  |
| フィンロド       | フィンロド       | フィンロド       | フィンロド       | フィンロド       | フィンロド       | アングロド       | アングロド       | アングロド     | アングロド     | アングロド     | アングロド     | アイグノール | アイグノール | アイグノール | アイグノール | アイグノール | アイグノール | ガラドリエル | ガラドリエル | ガラドリエル | ガラドリエル | ガラドリエル   | ガラドリエル   |                |                | ケレボルン     | ケレボルン     | ケレボルン | ケレボルン | ケレボルン | ケレボルン |              |            |            |            |  |  |            |            |            |            |            |            |  |  |
| フィンロド       | フィンロド       | フィンロド       | フィンロド       | フィンロド       | フィンロド       | アングロド       | アングロド       | アングロド     | アングロド     | アングロド     | アングロド     | アイグノール | アイグノール | アイグノール | アイグノール | アイグノール | アイグノール | ガラドリエル | ガラドリエル | ガラドリエル | ガラドリエル | ガラドリエル   | ガラドリエル   |                |                | ケレボルン     | ケレボルン     | ケレボルン | ケレボルン | ケレボルン | ケレボルン |              |            |            |            |  |  |            |            |            |            |            |            |  |  |
|                  |                  |                  |                  |                  |                  |                  |                  |                |                |                |                |              |              |              |              |              |              |              |              |              |              |                |                |                |                |                |                |            |            |            |            |              |            |            |            |  |  |            |            |            |            |            |            |  |  |
|                  |                  |                  |                  |                  |                  | オロドレス       | オロドレス       | オロドレス     | オロドレス     | オロドレス     | オロドレス     |              |              |              |              |              |              |              |              |              |              | ケレブリーアン | ケレブリーアン | ケレブリーアン | ケレブリーアン | ケレブリーアン | ケレブリーアン |            |            | エルロンド | エルロンド | エルロンド   | エルロンド | エルロンド | エルロンド |  |  |            |            |            |            |            |            |  |  |
|                  |                  |                  |                  |                  |                  | オロドレス       | オロドレス       | オロドレス     | オロドレス     | オロドレス     | オロドレス     |              |              |              |              |              |              |              |              |              |              | ケレブリーアン | ケレブリーアン | ケレブリーアン | ケレブリーアン | ケレブリーアン | ケレブリーアン |            |            | エルロンド | エルロンド | エルロンド   | エルロンド | エルロンド | エルロンド |  |  |            |            |            |            |            |            |  |  |
|                  |                  |                  |                  |                  |                  |                  |                  |                |                |                |                |              |              |              |              |              |              |              |              |              |              |                |                |                |                |                |                |            |            |            |            |              |            |            |            |  |  |            |            |            |            |            |            |  |  |
|                  |                  |                  |                  |                  |                  |                  |                  |                |                |                |                |              |              |              |              |              |              |              |              |              |              |                |                |                |                |                |                |            |            |            |            |              |            |            |            |  |  |            |            |            |            |            |            |  |  |
|                  |                  | フィンドゥイラス | フィンドゥイラス | フィンドゥイラス | フィンドゥイラス | フィンドゥイラス | フィンドゥイラス |                |                | ギル＝ガラド   | ギル＝ガラド   | ギル＝ガラド | ギル＝ガラド | ギル＝ガラド | ギル＝ガラド |              |              | エルラダン   | エルラダン   | エルラダン   | エルラダン   | エルラダン     | エルラダン     | エルロヒア     | エルロヒア     | エルロヒア     | エルロヒア     | エルロヒア | エルロヒア | アルウェン | アルウェン | アルウェン   | アルウェン | アルウェン | アルウェン |  |  | アラゴルン | アラゴルン | アラゴルン | アラゴルン | アラゴルン | アラゴルン |  |  |
|                  |                  | フィンドゥイラス | フィンドゥイラス | フィンドゥイラス | フィンドゥイラス | フィンドゥイラス | フィンドゥイラス |                |                | ギル＝ガラド   | ギル＝ガラド   | ギル＝ガラド | ギル＝ガラド | ギル＝ガラド | ギル＝ガラド |              |              | エルラダン   | エルラダン   | エルラダン   | エルラダン   | エルラダン     | エルラダン     | エルロヒア     | エルロヒア     | エルロヒア     | エルロヒア     | エルロヒア | エルロヒア | アルウェン | アルウェン | アルウェン   | アルウェン | アルウェン | アルウェン |  |  | アラゴルン | アラゴルン | アラゴルン | アラゴルン | アラゴルン | アラゴルン |  |  |
|                  |                  |                  |                  |                  |                  |                  |                  |                |                |                |                |              |              |              |              |              |              |              |              |              |              |                |                |                |                |                |                |            |            |            |            |              |            |            |            |  |  |            |            |            |            |            |            |  |  |
|                  |                  |                  |                  |                  |                  |                  |                  |                |                |                |                |              |              |              |              |              |              |              |              |              |              |                |                |                |                |                |                |            |            |            |            | エルダリオン |            |            |            |  |  |            |            |            |            |            |            |  |  |